# Muriqui (Mangaratiba)
Muriqui é um distrito do município de Mangaratiba, situado no litoral da região Metropolitana do Rio de Janeiro, no estado do  Rio de Janeiro, Brasil, acessível pela BR-101. É vizinho à localidade de Itacuruçá.
O distrito também é cortado por uma ferrovia, o Ramal de Mangaratiba da antiga Estrada de Ferro Central do Brasil, atualmente utilizado para o transporte de cargas aos portos locais. 
O distrito e a praia ficam bastante agitados no verão e nos feriados. A noite é animada por músicas na orla e gastronomia variada na praça principal. Também se destaca a feira de artesanato, presente nos verões.[carece de fontes?] O clima é típico das praias da chamada "Costa Verde" do Estado do Rio: quente e úmido, com chuvas comuns e um pouco mais frio no inverno.[carece de fontes?]
Muriqui é o distrito mais jovem do município e o mais populoso. Em meados dos anos 50, iniciaram-se os loteamentos na região que antes consistia de propriedades rurais e uma pequena vila de pescadores. Inicialmente a região pertencia ao distrito de Itacuruçá, mas logo após o loteamento foi desmembrado.[carece de fontes?]

## Etimologia
O nome do distrito vem do gênero de macacos Muriqui, também chamado de mono-carvoeiro. O termo "muriqui" vem de uma corrupção da palavra myraqui, do tupi (também buriqui, barigui e baregui), e significa "gente que se bambaleia, que vai e vem".
Contudo, essa etimologia é disputada: de acordo com o glossário de von Martius, o termo vem das palavras jemoroo ("nutrir") e aiké (contração de aikobê: "tem", "existe").

## Administração

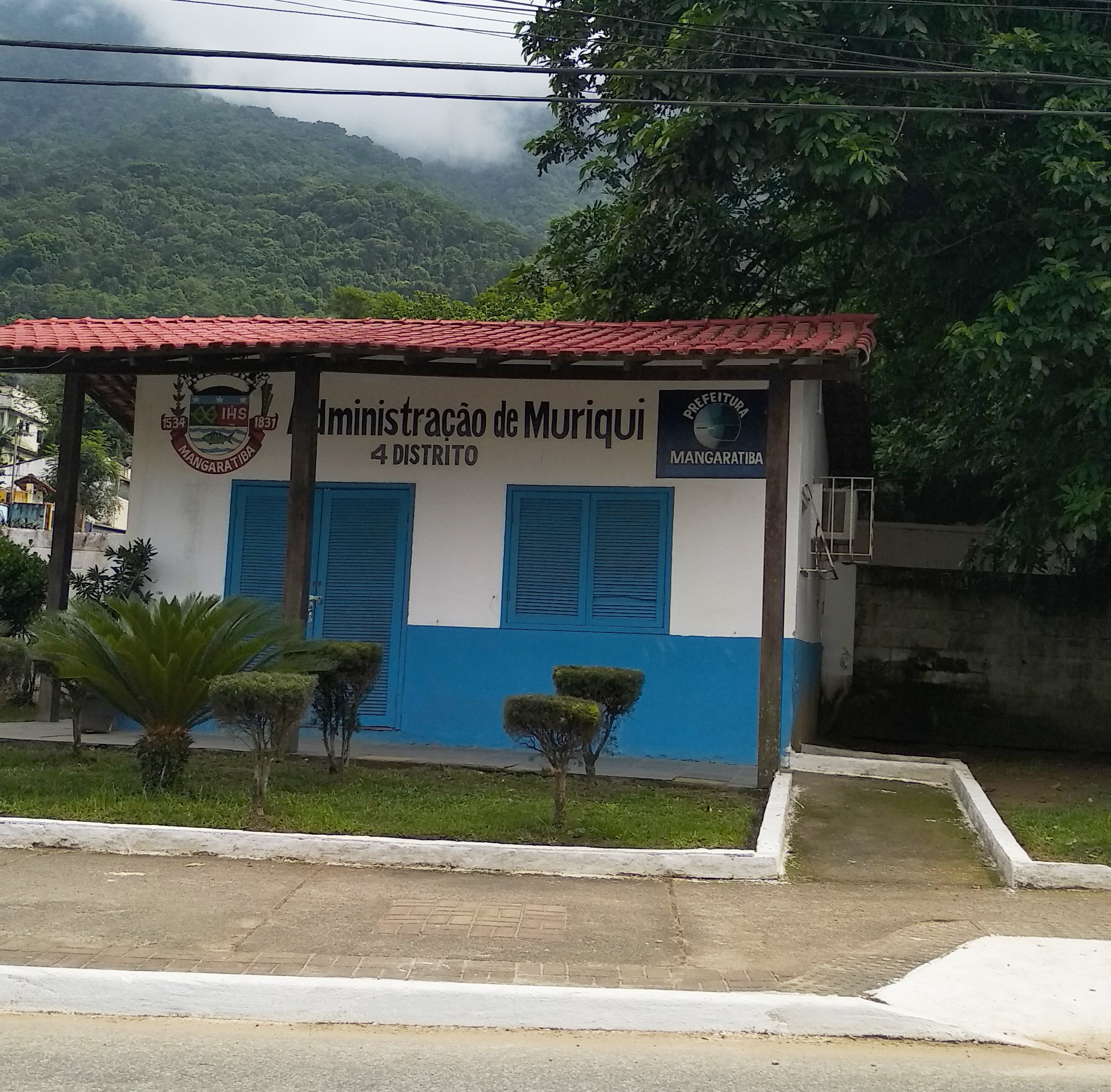
Sede da administração de Muriqui

Por ser um distrito do município de Mangaratiba, Muriqui está sujeito à administração da prefeitura de Mangaratiba – i.e. seu prefeito e governo municipal. Entretanto, há uma subprefeitura exclusiva de Muriqui.
A seguir está uma lista de subprefeitos da subprefeitura de Muriqui:
| Nome                    | Nomeado                 | Exonerado             |
| ----------------------- | ----------------------- | --------------------- |
| Demócrito Reginaldo     | 01 de agosto de 2011    | ?                     |
| Demócrito Reginaldo     | 01 de fevereiro de 2013 | 01 de maio de 2015    |
| Antônio Marcos de Moura | 01 de fevereiro de 2017 | 01 de julho de 2018   |
| Adilson dos Santos      | 01 de agosto de 2018    | ?                     |
| Fabrícia Guerhardt      | 20 de novembro de 2018  | 01 de abril de 2019   |
| Adilson dos Santos      | 01 de abril de 2019     | 02 de janeiro de 2020 |

## Hidrografia

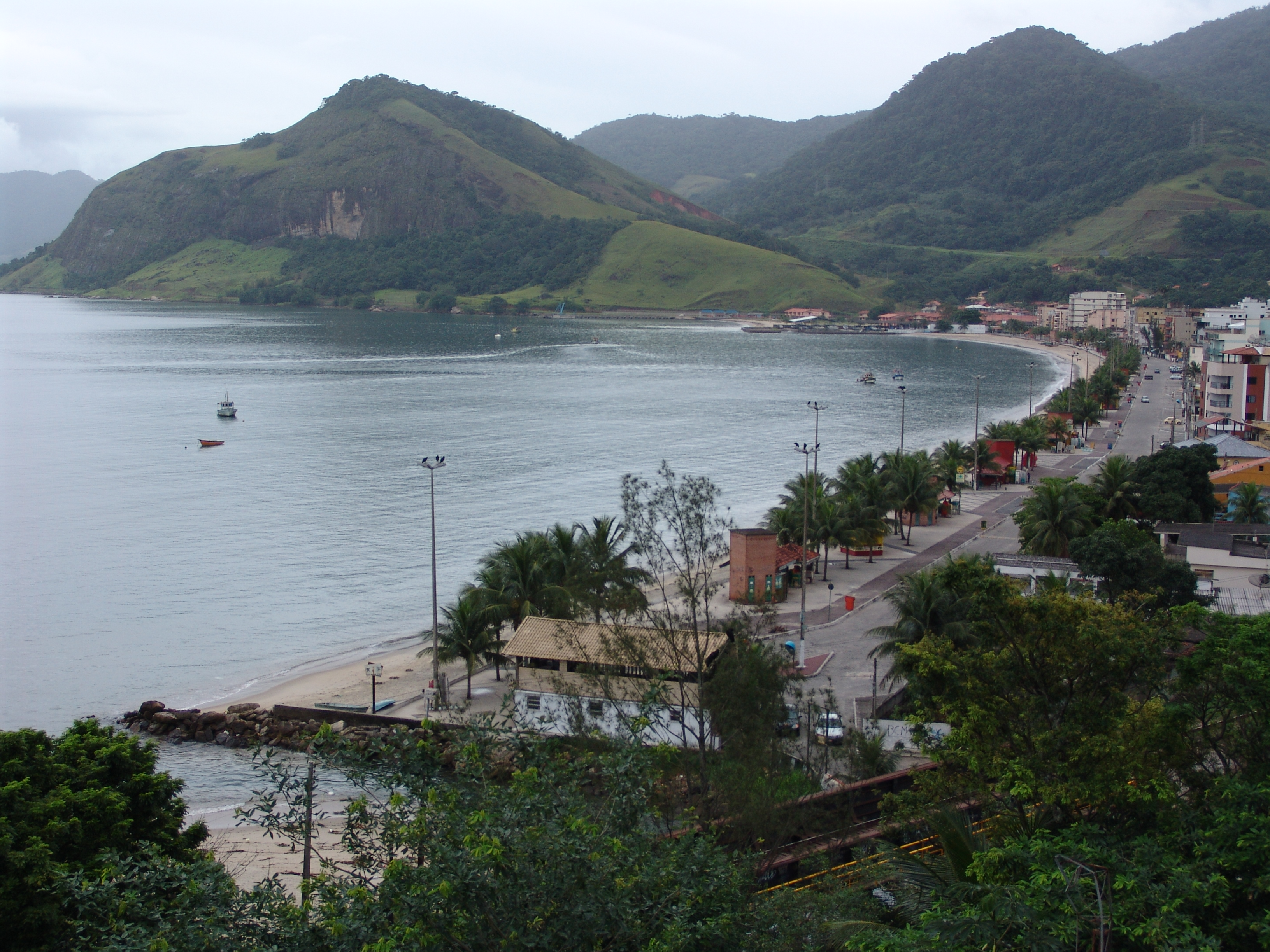
Praia de Muriqui

### Praias
A praia de Muriqui é extensa e apresenta muitos quiosques em sua orla. Várias cachoeiras se escondem por sua serra e desembocam em dois rios, um em cada extremidade da praia. A praia tem a extensão de 1200 metros (parte urbanizada), sendo que após a cada rio, há trechos de praias não urbanizadas.[carece de fontes?]
Muriqui possui acesso direto ao Oceano Atlântico através da praia de Muriqui, localizada a oeste da Baía de Sepetiba. Em termos de balneabilidade, a praia de Muriqui é considerada imprópria para banho, apesar de haverem esforços recentes com o objetivo de limpar os rios e praias de Mangaratiba.

### Rios

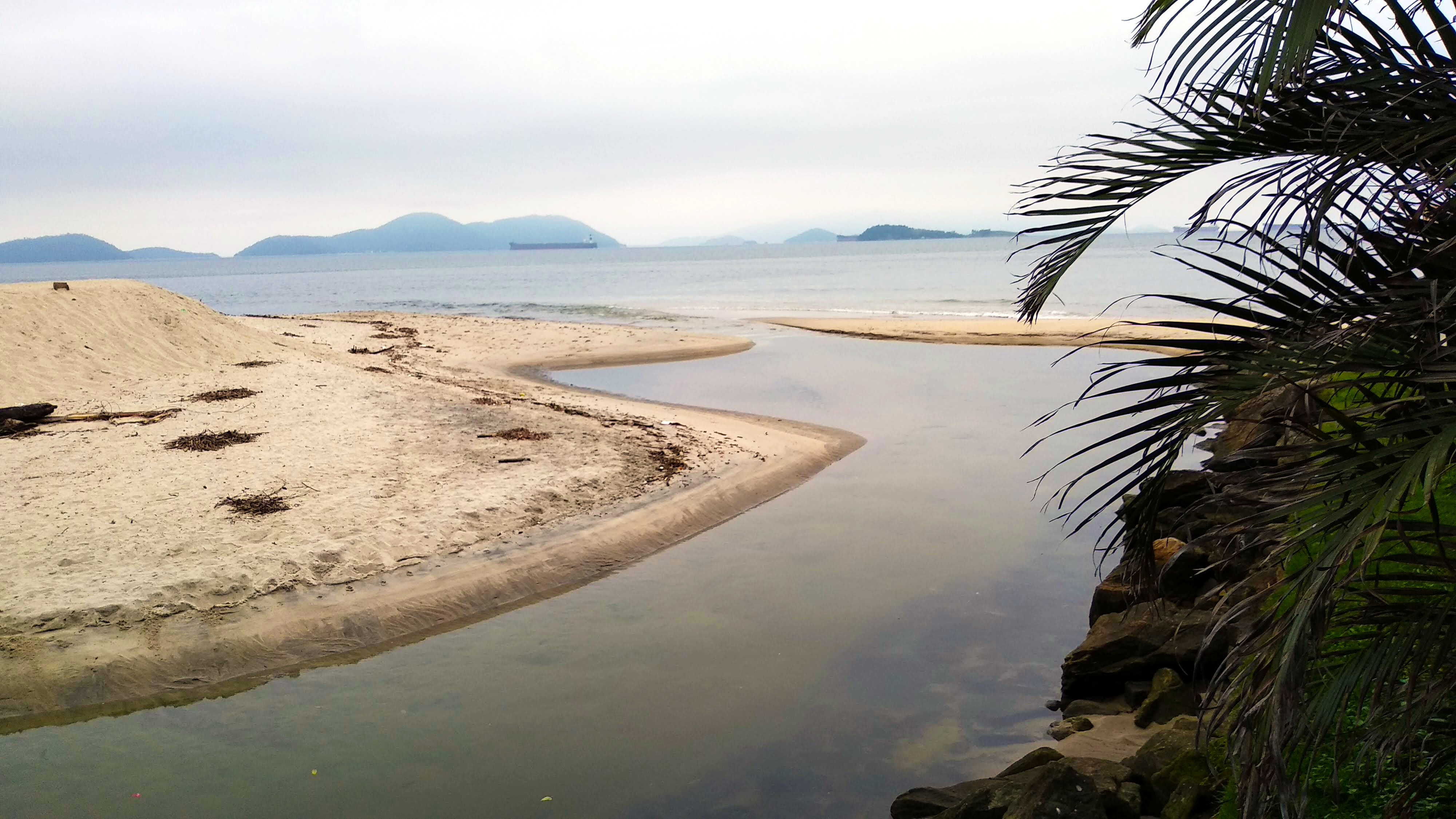
Estuário do Rio Catumbi

Muriqui é centrado entre dois rios, com o Rio Catumbi a leste e o Rio Muriqui (às vezes chamado de Rio da Prata) a oeste.
Para mitigar o risco de inundação, ambos os rios são dragados periodicamente pela subprefeitura do distrito.

## Cultura

### Arte
Muriqui possui uma instalação artística da artista japonesa Mariko Mori chamada Ring: One With Nature, inaugurada no topo da cachoeira Véu da Noiva em agosto de 2016 para celebrar os Jogos Olímpicos de 2016. A peça é um anel de acrílico que muda de cor dependendo da posição do sol, e representa um sexto anel olímpico. A obra mede aproximadamente 3 m (9,84 ft) de diâmetro e pesa por volta de 2 t (4 410 lb).

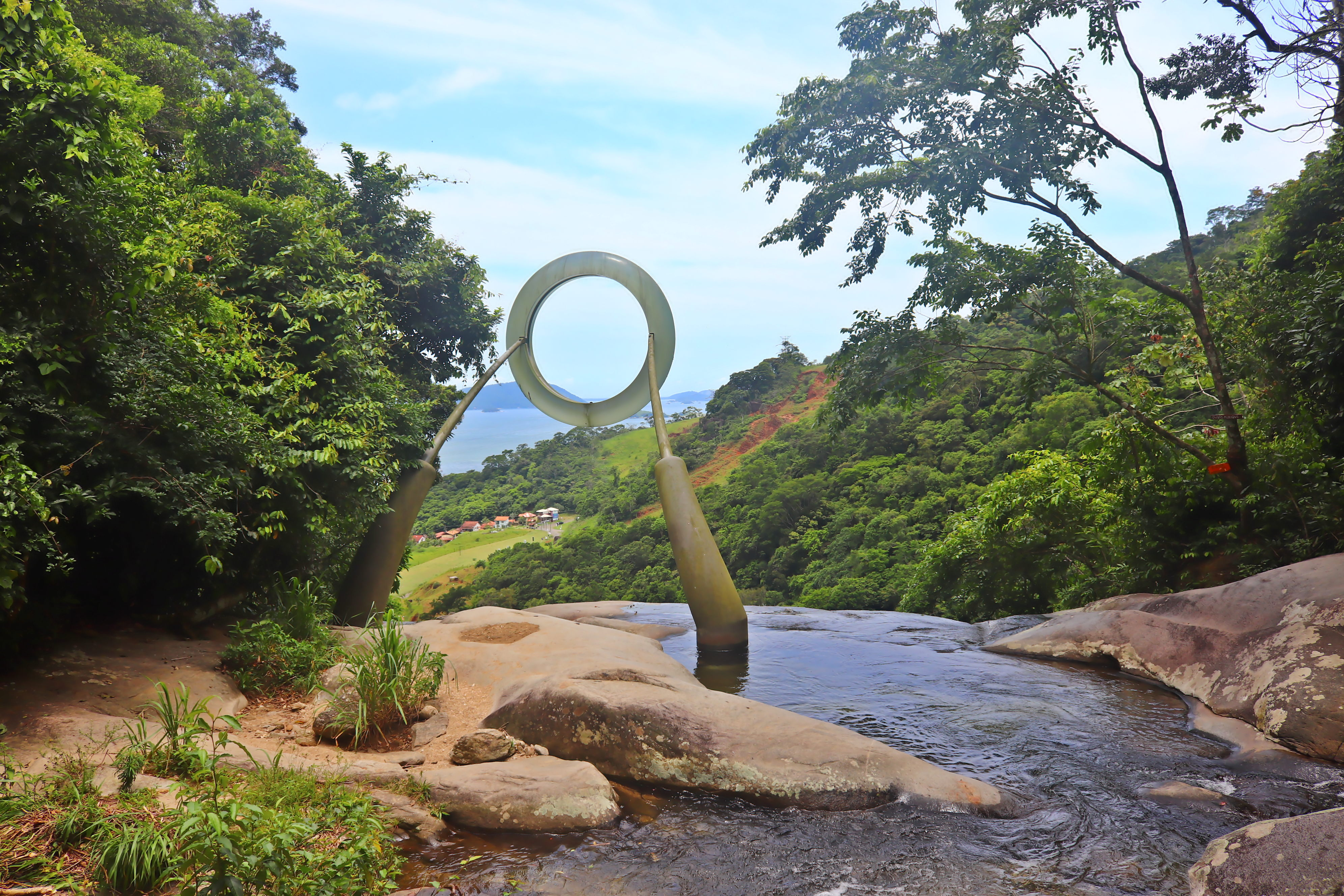
Vista da instalação acima da cachoeira Véu da Noiva.
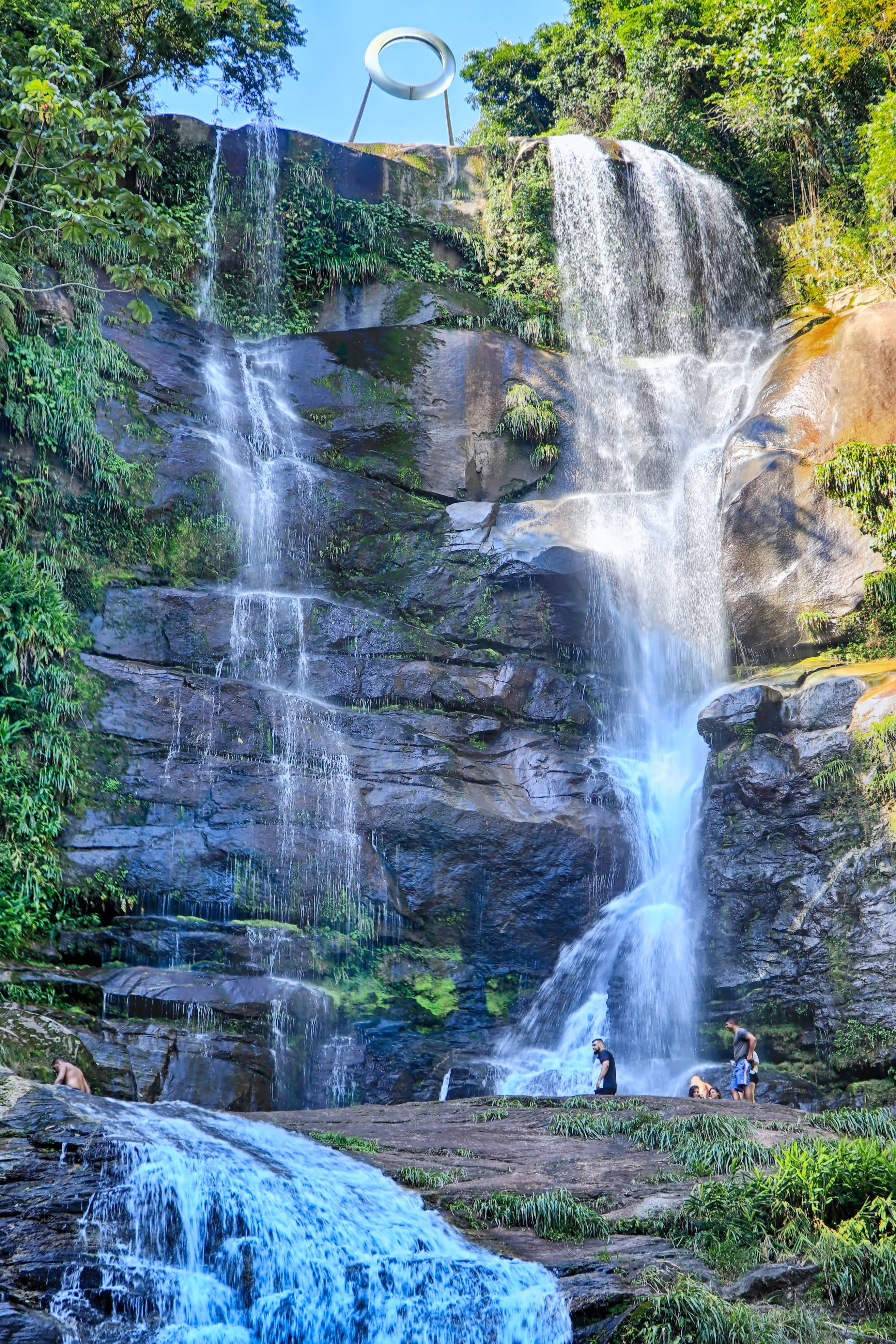
Vista da instalação da base da cachoeira.

### Culinária

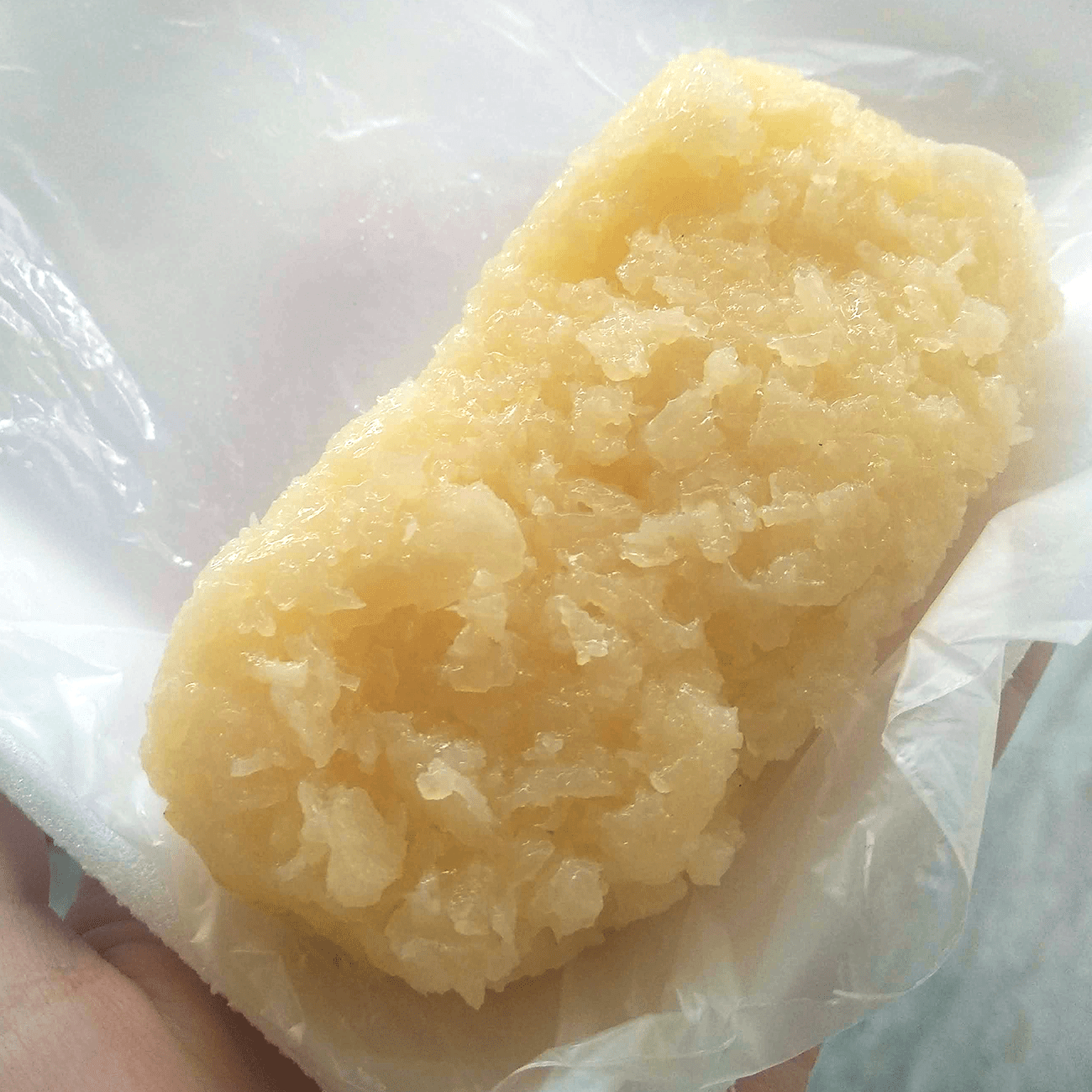
Uma cocada de Muriqui

A iguaria mais bem conhecida de Muriqui é a cocada (conhecida como Cocada de Muriqui), um dos doces famosos da culinária de Mangaratiba. De acordo com Fabrini dos Santos, consultor da SEBRAE, as cocadas são destacadas o suficiente para que possam, em algum momento, obter selos de indicação geográfica. As cocadas do distrito já existem pelo menos desde a construção da rodovia BR-101, e são vendidas em seu acostamento desde então.
A sobremesa de coco possui um impacto cultural tão importante que, em março de 2018, a Festa da Cocada do Distrito de Muriqui foi adicionada ao calendário de eventos oficial do município, a ser celebrada anualmente no último final de semana do mês de julho.

### Lenda
Uma lenda pertencente a Muriqui é a lenda do Vento Vieira. A lenda conta a história de um homem que era tão apaixonado por Muriqui, que disse aos seus amigos que quando morresse, ele gostaria de ser enterrado nas montanhas desse local.
No dia em que ele morreu, porém, ele não foi enterrado nas montanhas de Muriqui, mas foi levado para ser enterrado em outro local de mais fácil acesso. Em seu funeral, antes que ele possa ser enterrado, houve um vento muito forte que assustou todos os seus amigos e carregou tudo que lá estava, inclusive o caixão.
No dia seguinte, seus amigos voltaram para terminar o funeral de Vieira, porém quando eles foram checar o caixão, não havia nada dentro. A partir desse dia, todos passaram a acreditar que aquele forte vento levou o corpo de Vieira às montanhas.
Consequentemente, sempre quando venta muito em Muriqui (geralmente entre agosto e setembro), dizem que se trata de Vieira indo visitar o lugar que ele gostava muito.